# 8-bit Lagerfeuer
 (janvier 2017).
8-bit Lagerfeuer est le premier album du groupe allemand d'influence 8-bit Pornophonique, paru le 1er septembre 2007. Le nom, d'origine allemande pourrait se traduire par feu de camp 8-bit.
La musique est distribuée sous licence Creative Commons (BY-NC-ND), en téléchargement libre sur Jamendo, les réseaux BitTorrent, et autres moyens de diffusion en ligne. L'album est aussi disponible à l'achat sur le site officiel et chez certains disquaires alternatifs allemands.

## Pochettes
Pour la sortie de l'album, le groupe a demandé à des amis graphistes et dessinateurs de leur dessiner chacun une pochette d'album par chanson.
La face du CD est aussi imprimée différemment selon la pochette choisie et il existe deux faces "spéciales" : l'une représentant Kai et Felix en train de jouer sur scène, et une autre imitant l'apparence des vinyles.
Pour la version de l'album distribuée en ligne, Pornophonique a choisi de séparer la pochette en huit bandes verticales qui sont, chacune, une partie de l'une des pochettes différentes.
Artistes ayant illustré l'album 8-bit lagerfeuer :
- Holger Hofmann
- Naomi Fearn
- Joscha Sauer
- Piwi
- Erik Staub
- Flix
- Mawil
- Sascha Thau

## Musiciens
Le groupe est composé de deux personnes :
- Kai Richter : guitare, chant et mix avec un Commodore 64
- Felix Heuser : Game Boy, chœurs

## Liste des titres
| 1.    | Sad Robot                                             | 5:12 |
| 2.    | Take me to the bonuslevel because i need an extralife | 2:52 |
| 3.    | Lemmings in love                                      | 5:12 |
| 4.    | Space invaders                                        | 3:26 |
| 5.    | I want to be a machine                                | 4:36 |
| 6.    | 1/2 player game                                       | 3:49 |
| 7.    | Game over                                             | 3:24 |
| 8.    | Rock'n'roll hall of fame                              | 4:02 |
| 32:33 |                                                       |      |

## Réception
Malgré un mode de diffusion original, l'album a connu un certain succès :
- Il a été téléchargé plus de 10 000 fois sur la plateforme Jamendo[3].
- Il a été écouté plus de 1 000 000 fois sur Jamendo, en date du mois de juin 2011[3].
- Il a été écouté plus de 25 000 fois sur Last.fm [4]
- L'album "physique" était épuisé en 2010[5], fait très rare pour des artistes produisant de la musique libre de diffusion.

## Remix
L'artiste Procacci a produit[Quand ?] un album de remixes dans lequel il revisite 4 des chansons de l'album.
| 1. | Lemmings in love (Procacci remix)                         | 5:03 |
| 2. | Space invaders (Procacci remix)                           | 5:42 |
| 3. | Sad Robot (Procacci's funky android deconstruction remix) | 4:40 |
| 4. | I want to be a machine (Procacci remix)                   | 4:08 |